# おそば屋ケンちゃん
『おそば屋ケンちゃん』（おそばやケンちゃん）は、1975年3月6日から1976年2月26日までTBS系列の毎週木曜19:30 - 20:00（JST）に放送された児童向けドラマである。全52回。

## 概要
『ケンちゃんシリーズ』第7作。「おゝもり庵」というおそば屋が舞台。
本作でも前作同様ケンイチとケンジの兄弟が登場し、ケンジが主人公でケンイチが副主人公的な扱いとなっているが、本作では新たにケンジの妹・チャコが登場し、シリーズ初の三兄妹となる。この体制は『なかよしケンちゃん』まで続く（『パン屋のケンちゃん』は除く）。なおチャコ役の斎藤ゆかりは、当時の名子役・斎藤こず恵の実妹。
前作限りでこの枠を撤退したライオン油脂に代わり、明治製菓（現：明治）が新たなスポンサーに加わり、ライオン歯磨と明治製菓の二社提供となった。
このシリーズの放送途中の1975年4月3日から、近畿地方のネット局が朝日放送から毎日放送に変更された（腸捻転解消に伴うネットチェンジ）。

## 出演者
- ケンイチ：宮脇康之
- ケンジ：岡浩也
- チャコ：斎藤ゆかり
- 要太郎（お父さん）：牟田悌三
- 和子（お母さん）：岸久美子
- おじいちゃん：美川陽一郎
- おばあちゃん：葦原邦子
- 雷先生（ケンジの担任）：水谷豊
- おまわりさん：坂本新兵
- マッちゃん：鶴間エリ
- 春さん：大谷淳
- デカパン：大井小町
- マンガ：進士晴久
- 評論家：山田慶造
- みどり：山中恵理子
- ユタカ：大沢総一郎
- 令子：伊豆田依子
- バンチョウ：茂木昌則
- ネズミ：佐藤純
- イチャモン：江村和紀
- ケンジの友達：藤本正則

## スタッフ
- プロデューサー：杉山茂樹、忠隈昌（TBS）
- 脚本：大石隆一、三宅直子、富田義朗、他
- 音楽：牧野由多可
- 撮影：秋元茂
- 照明：加藤角三
- 録音：沼田春雄、渋谷明憲
- 美術：儘田敏雄
- 編集：池月正
- 助監督：鎌倉悦男 他
- 制作主任：名久井寅喜、寺本巖
- 現像：TBS映画社
- 協力：日本麺類業組合連合会
- 監督：柴田吉太郎、他
- 制作：TBS、国際放映

## 主題歌
「おそば屋ケンちゃん」
- 作詞：多地映一／作曲：牧野由多可／編曲：筒井広志／歌：宮脇康之、コロムビアゆりかご会（日本コロムビア）

## サブタイトル
1. 1975年3月6日 「大きいにいちゃん小さいにいちゃん」
2. 1975年3月13日 「負けてたまるか!」
3. 1975年3月20日 「遠くへ行ったガールフレンド」- ゲスト：川口英樹
4. 1975年3月27日 「男らしく女らしく」
5. 1975年4月3日 「カバンとランドセル」
6. 1975年4月10日 「チャコのみちくさ日記」
7. 1975年4月17日 「ホントにホントだもん」
8. 1975年4月24日 「こわれた電球」
9. 1975年5月1日 「ケンにいちゃんのコンピューター作戦」
10. 1975年5月8日 「四つ葉のクローバー」
11. 1975年5月15日 「母の日の出来事」
12. 1975年5月22日 「テープレコーダーは知っていた」
13. 1975年5月29日 「ほんとうの勇気」- ゲスト：丹古母鬼馬二（熊沢）
14. 1975年6月5日 「SLじいさん」- ゲスト：木田三千雄
15. 1975年6月12日 「謎の風船」
16. 1975年6月19日 「歌えば楽し」- ゲスト：林寛子
17. 1975年6月26日 「怪獣を見たゾー!」
18. 1975年7月3日 「マラソンとペンダント」
19. 1975年7月10日 「気になる女の子」
20. 1975年7月17日 「帰って来たロボット」
21. 1975年7月24日 「ふしぎな影ボウシ」
22. 1975年7月31日 「許すな! 暴走族」
23. 1975年8月7日 「仲なおりのブラウス」- ゲスト：下河原圭子（ユミ）
24. 1975年8月14日 「貝がらおじさん」- ゲスト：桑山正一（山本）
25. 1975年8月21日 「真夏の友情」
26. 1975年8月28日 「もうすぐ二学期」- ゲスト：みずのこうさく（大学生）
27. 1975年9月4日 「赤い雨靴」
28. 1975年9月11日 「未来の世界」
29. 1975年9月18日 「海と島の冒険・その1」- ゲスト：沢田聖子（不二子）
30. 1975年9月25日 「海と島の冒険・その2」- ゲスト：沢田聖子、青沼一彦
31. 1975年10月2日 「ドラムに夢を」
32. 1975年10月9日 「テストとかみなり先生」
33. 1975年10月16日 「ダンゼツってなんだ?」
34. 1975年10月23日 「とんだモデル騒動」
35. 1975年10月30日 「ビックリ箱とおばあちゃん」
36. 1975年11月6日 「この指とまれ!」
37. 1975年11月13日 「おとうさんの三色そば」
38. 1975年11月20日 「消えちゃったお城」
39. 1975年11月27日 「小さな大冒険」
40. 1975年12月4日 「特賞、大あたり!」
41. 1975年12月11日 「おかあさん! ごめんね」
42. 1975年12月18日 「アンデルセンのお話」- ゲスト：マリオ・モンテ（アンデルセン）
43. 1975年12月25日 「帰って来た小鳥」
44. 1976年1月1日 「おもちゃの国でおめでとう」
45. 1976年1月8日 「一番強いのだあーれ?」
46. 1976年1月15日 「なみだの成人式」
47. 1976年1月22日 「しあわせを見つけたゾー!」
48. 1976年1月29日 「小犬とお人形」
49. 1976年2月5日 「交換日記で話そう」
50. 1976年2月12日 「小さなおかあさん」
51. 1976年2月19日 「おじいちゃんの誕生日」
52. 1976年2月26日 「桜の花が待っている」

## 放送局
- TBS：木曜 19:30 - 20:00
- 北海道放送：木曜 19:30 - 20:00
- 青森テレビ：木曜 19:30 - 20:00[1]
- 岩手放送：木曜 19:30 - 20:00[1]
- 山形放送：水曜 19:00 - 19:30[2]
- 東北放送：木曜 19:30 - 20:00[3]
- 福島テレビ：木曜 19:30 - 20:00[3]
- 新潟放送：木曜 19:30 - 20:00[1]
- テレビ山梨：木曜 19:30 - 20:00[1]
- 信越放送：木曜 19:30 - 20:00[1]
- 静岡放送：木曜 19:30 - 20:00[1]
- 中部日本放送：木曜 19:30 - 20:00
- 朝日放送（1975年3月）：木曜 19:30 - 20:00
  - 毎日放送（1975年4月から・腸捻転解消に伴うネット局変更）：木曜 19:30 - 20:00
- 山陰放送：木曜 19:30 - 20:00
- 山陽放送：木曜 19:30 - 20:00
- 中国放送：木曜 19:30 - 20:00
- 南海放送：木曜 19:30 - 20:00
- テレビ高知：木曜 19:30 - 20:00
- RKB毎日放送：木曜 19:30 - 20:00
- 長崎放送：木曜 19:30 - 20:00
- 熊本放送：木曜 19:30 - 20:00
- 大分放送：木曜 19:30 - 20:00
- 宮崎放送：木曜 19:30 - 20:00
- 南日本放送：木曜 19:30 - 20:00